# Lucien Bonnemaison
Pour les articles homonymes, voir Bonnemaison (homonymie).
Lucien Bonnemaison, né le 4 septembre 1912 à Fourmies (Nord) et mort le 21 février 1981 à Versailles, est un agronome français.
A dix-sept ans il est reçu à l'Ecole Nationale Supérieure de Grignon. Il s'oriente vers la recherche agronomique et est affecté au Centre de Recherches Agronomiques de Clermont-Ferrand. En 1935, il est nommé Chef de travaux à la station Centrale de Zoologie Agricole à Versailles et est peu après affecté aux stations de Bordeaux puis de Saint-Genis-Laval. De 1939 à 1943, il est retenu captif en Allemagne à l'Oflag IV-D. De retour de la guerre, il reprend ses fonctions au centre de Versailles et est en même temps chargé de l'enseignement de la zoologie agricole à Grignon. En 1946, il est nommé Directeur de Recherches.
Il est décoré de la Croix de Guerre en 1944, chevalier de la Légion d'honneur en 1957, officier du Mérite national en 1968. Il est lauréat en 1953 et 1956 de l'Académie d'Agriculture et devient membre correspondant en 1957. En 1963, la Société Entomologique de France lui décerne le prix Dollfuss et en 1973, il reçoit la médaille de la Société Française de Phytiatrie et de Phytopharmacie.
Mort à l'âge de 69 ans, il est inhumé le 25 février 1981 à Bunus (Pyrénées-Atlantiques). Il était Directeur Honoraire de Recherches INRA, Docteur ès Sciences, Officier du Mérite Agricole, Chevalier des Palmes Académiques.
Ses travaux de recherches sont consacrés à l'étude des Insectes et autres Arthropodes s'attaquant aux cultures, à la mesure de leurs dégâts, à la mise au point des procédés de lutte les mieux appropriés.